# William Sealy Gosset
William Sealy Gosset (13 de julho de 1876 – 16 de outubro de 1937) foi um químico e estatístico inglês, mais conhecido pelo pseudónimo Student e pelo seu trabalho na distribuição t de Student.

## História
Nasceu em Canterbury, Inglaterra filho de Agnes Sealy Vidal e do Coronel Frederic Gosset, Gosset frequentou o Winchester College, uma famosa escola privada, antes de se licenciar em Quimica e Matemáticas no New College, de Oxford. Quando se formou, em 1899, foi para Dublin trabalhar para a cervejaria de Arthur Guinness & Son (os mesmos Guiness da cerveja preta e do livro de recordes).
A Guinness era uma empresa de Agro-Química progressista e Gosset iria aplicar os seus conhecimentos de estatística tanto na cervejaria (não o pub mas a destilaria) como nas quintas— para a selecção dos melhores espécimens de cevada. Gosset adquiriu o seu conhecimento por estudos, tentativa e erro e por fazer dois turnos em 1906/7 no Laboratório Biométrico Karl Pearson. Gosset e Pearson davam-se muito bem e Pearson ajudou Gosset com as matemáticas nos seus relatórios. Pearson ajudou nos relatórios de 1908 mas dava pouca importância aos resultados obtidos por Gosset. Esses relatórios eram baseados em pequenas amostras na cervejeira, enquanto o biométrico (Pearson) por norma tinha centenas de observações, e não via urgência em desenvolver um método que tratasse com pequenas amostras.
Um outro funcionário da Guinness tinha já publicado um trabalho que continha alguns segredos da Cervejeira Guinness. Para prevenir fugas de informação e futuras revelações dos "segredos" da marca, a Guinness proibiu que os seus empregados pudessem publicar quaisquer trabalhos independentemente do conteúdo. Isto queria dizer que Gosset não tinha como publicar os trabalhos com o seu nome. Então, usou o pseudonimo Student para as suas publicações evitando ser detectado pela entidade empregadora. Desta forma, o seu feito mais conhecido, é hoje conhecido com a Distribuição t-Student, que noutras circunstâncias seria conhecida como a Distribuição t-Gosset.